# Wiktor Sikorski
Wiktor Sikorski (ur. w 1863 roku w Krakowie, zm. 12 grudnia 1926 roku w Krośnie) – polski inżynier architekt, asesor i radny miasta Krosna, Sekretarz Powiatowego Komitetu Narodowego w Krośnie. 

## Życiorys
W 1891 roku objął funkcję budowniczego miejskiego w Krośnie
. Współpracował z wybitnymi architektami krakowskimi i lwowskimi. Większość jego budowli powstało w stylu eklektycznym, z ceglanymi elewacjami ozdobionymi aplikacjami. 
Budowniczy budynku Sądu Okręgowego w Krośnie, licznych kościołów w Galicji (Kościół Ścięcia św. Jana Chrzciciela w Górze Świętego Jana, kościół Najśwętszej Maryi Panny Wniebowziętej w Barcicach, kościół św. Zofii w Dylągowej), a także innych obiektów użyteczności publicznej, np. szkoły w Moderówce. W l. 1899-1904 wraz z Tadeuszem Stryjeńskim przeprowadził regotyzację zniszczonego w 1872 przez pożar kościoła franciszkanów w Krośnie, w l. 1899-1910 renowację tamtejszego kościoła farnego św. Trójcy, a po 1906 kościoła parafialnego w Rymanowie. 
Pochowany na Starym Cmentarzu w Krośnie. W 2010 jego grób poddano restauracji.